# 乌兰夫公园

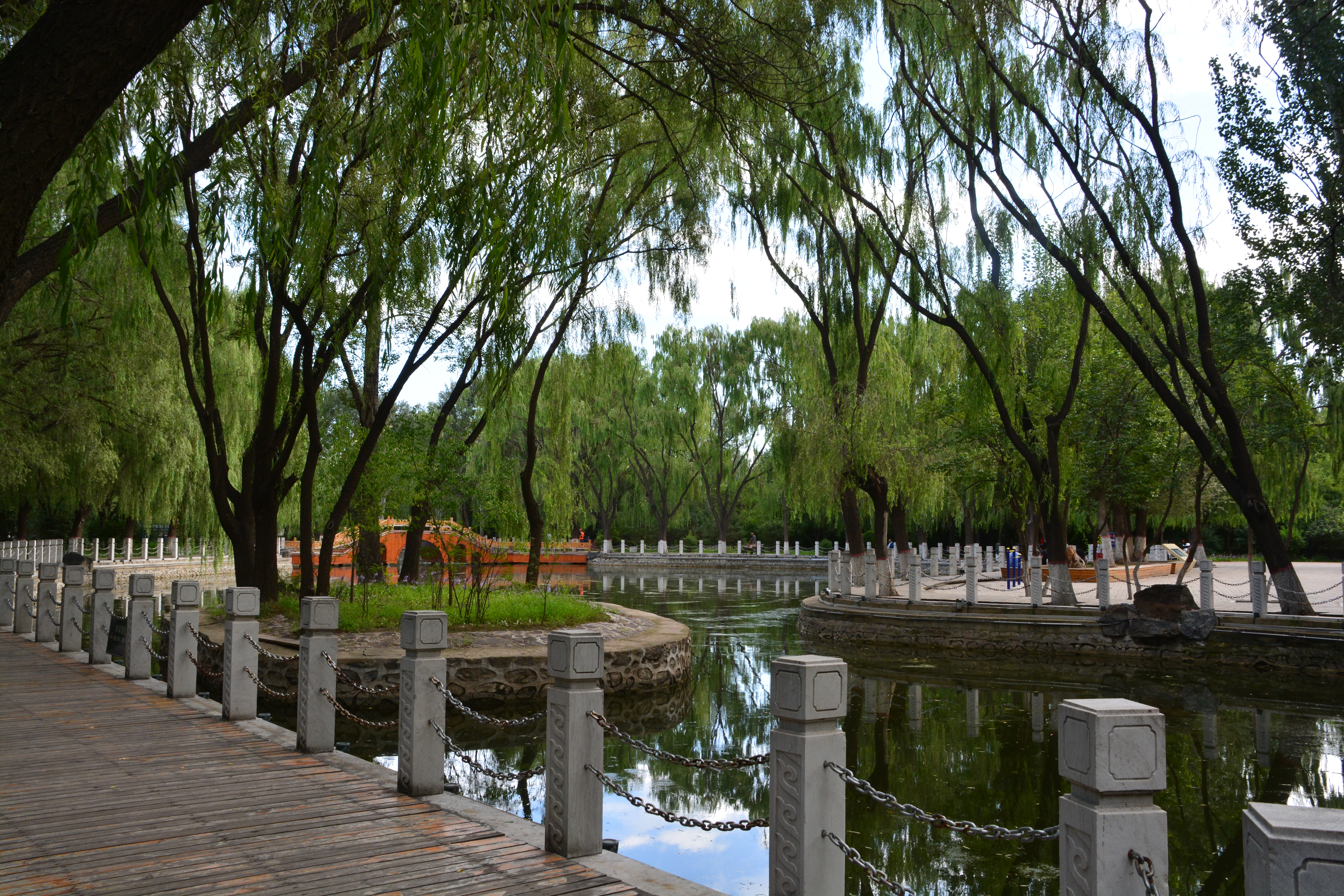
公園內的人造湖

乌兰夫公园位於中國內蒙古自治區呼和浩特市回民區，前身為呼和浩特市植物園，因烏蘭夫紀念館在園內，於2005年改為今名。
公園佔地25萬平方米，園內有人工湖、松柏園、丁香園等景點。

## 交通
紀念館附近有乌兰夫纪念馆站，連接呼和浩特地铁1号线。

## 圖集

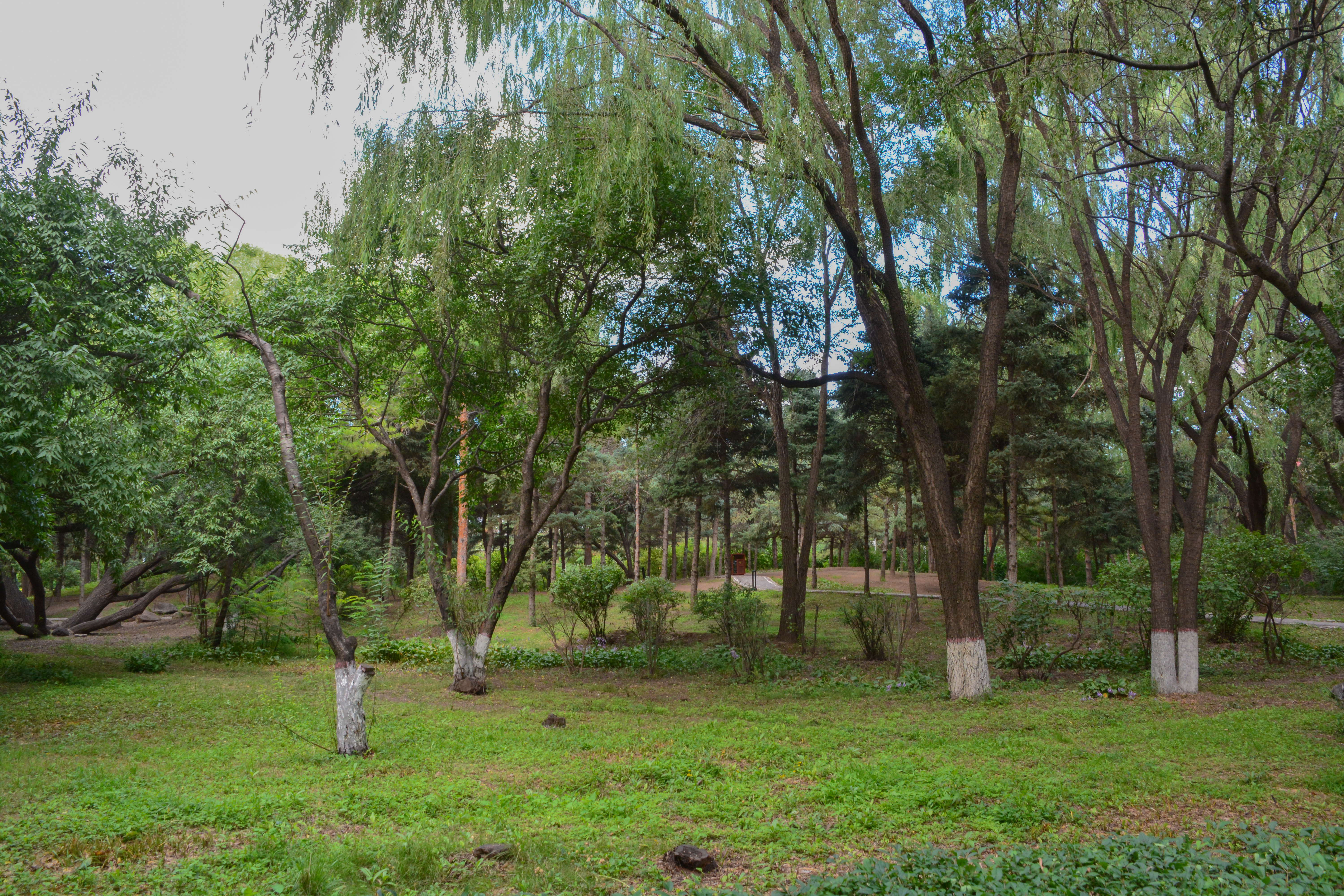
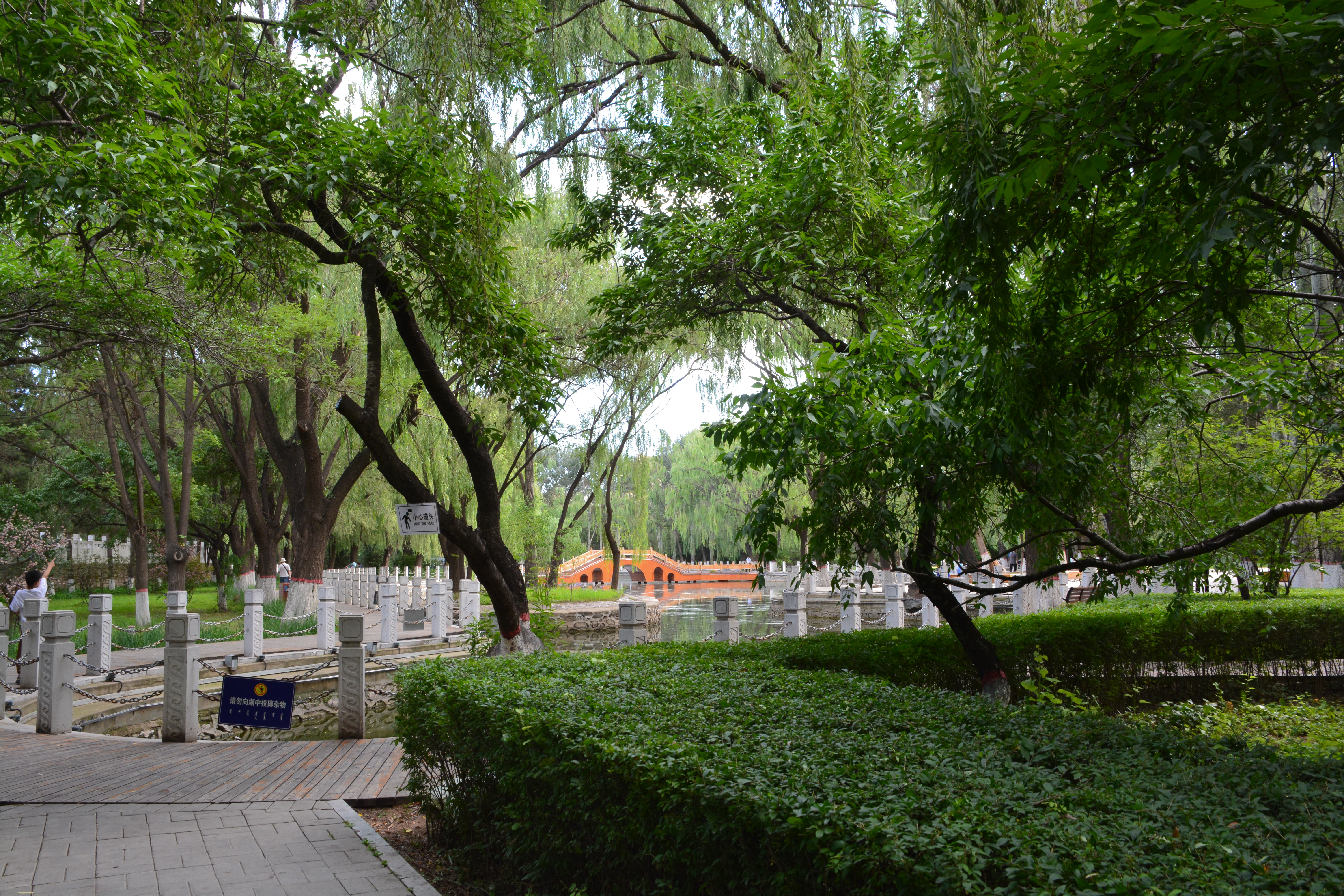
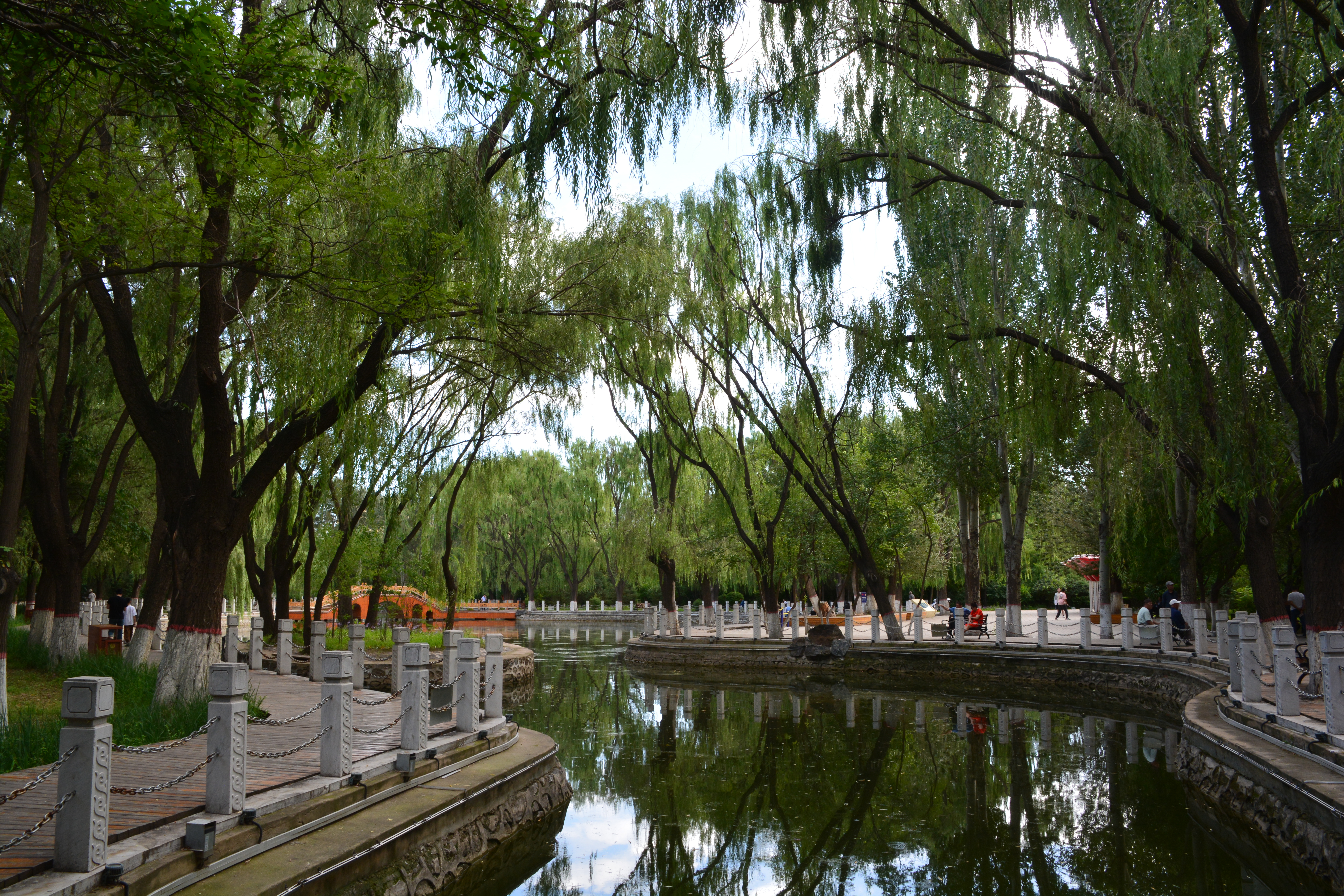
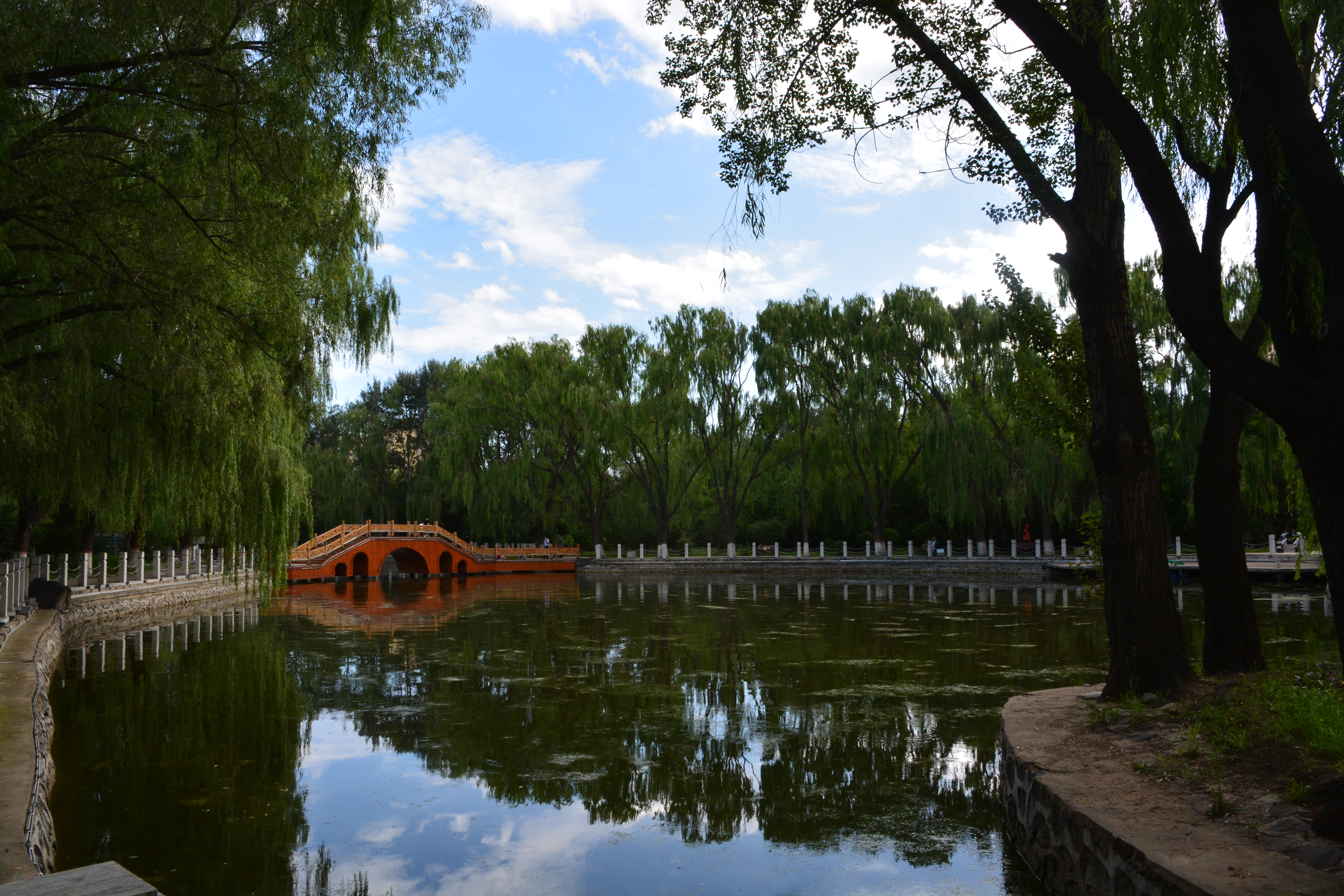
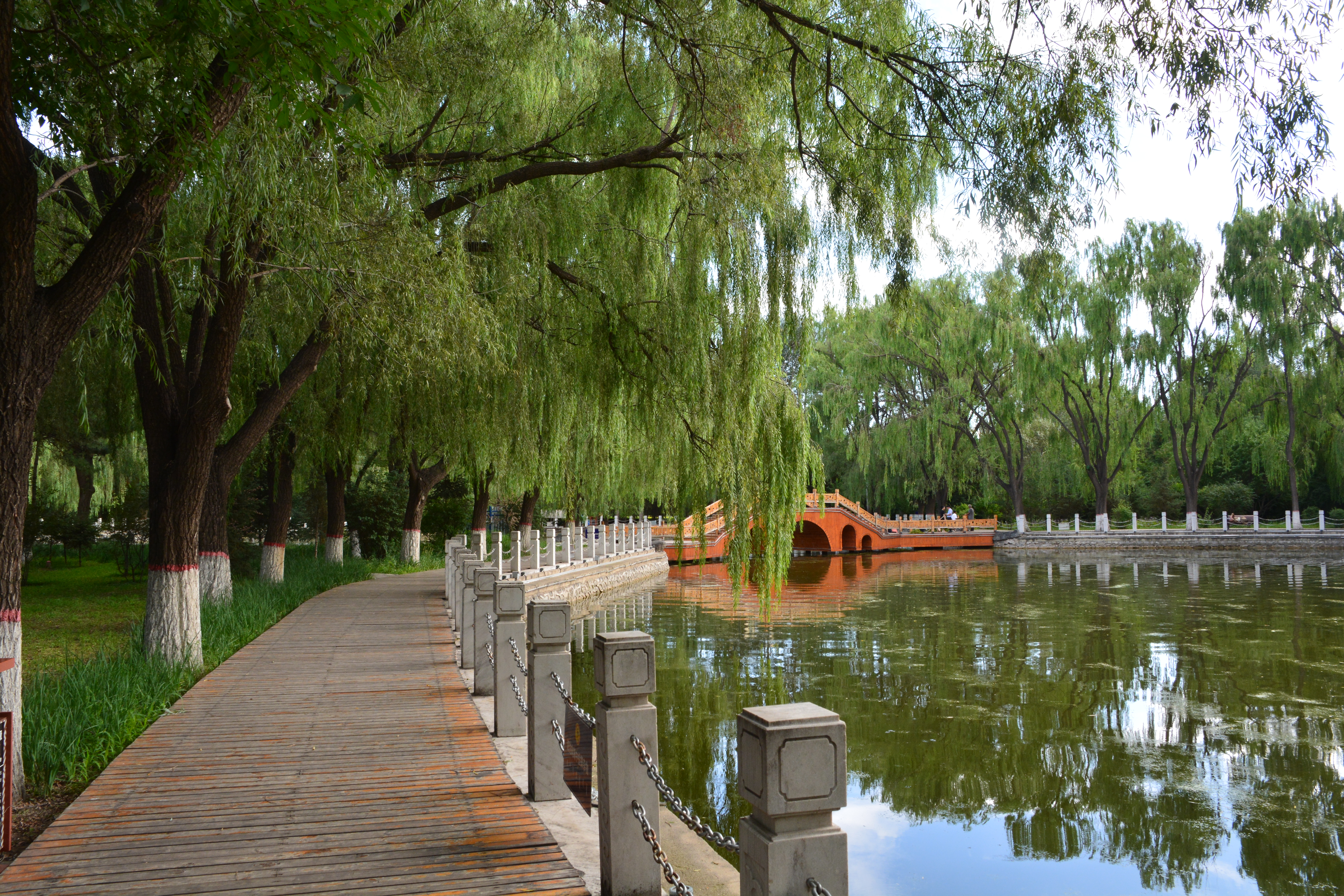
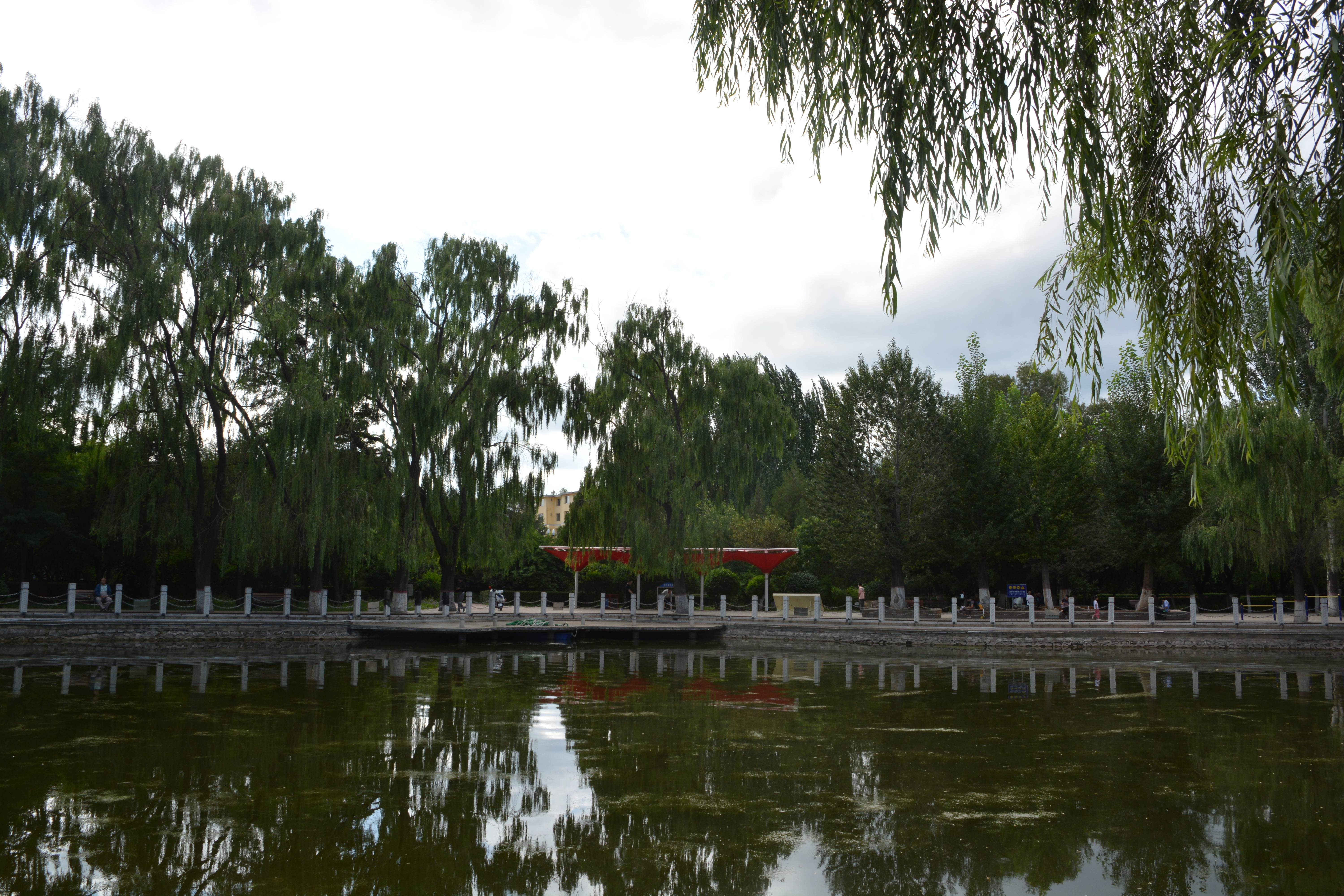
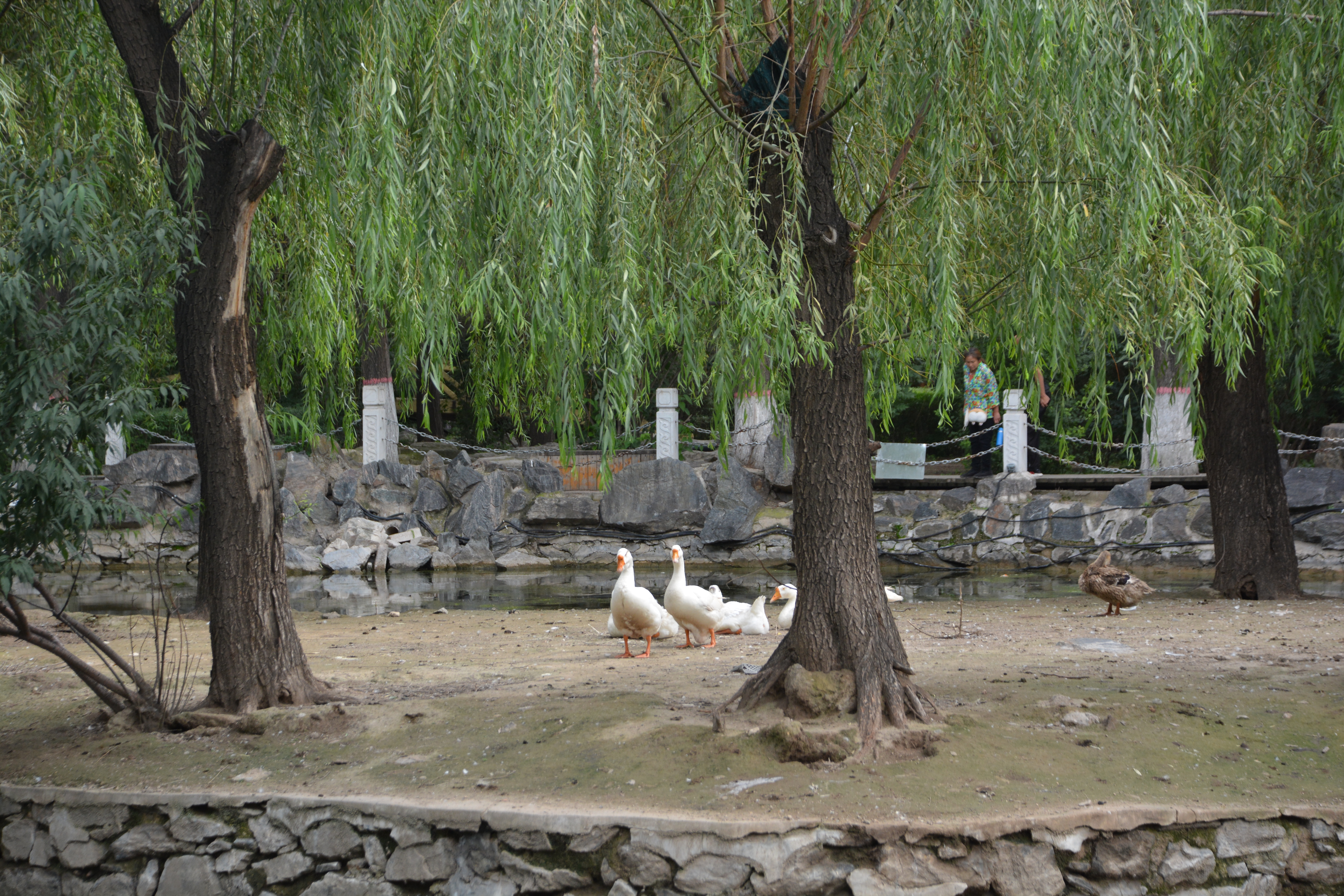
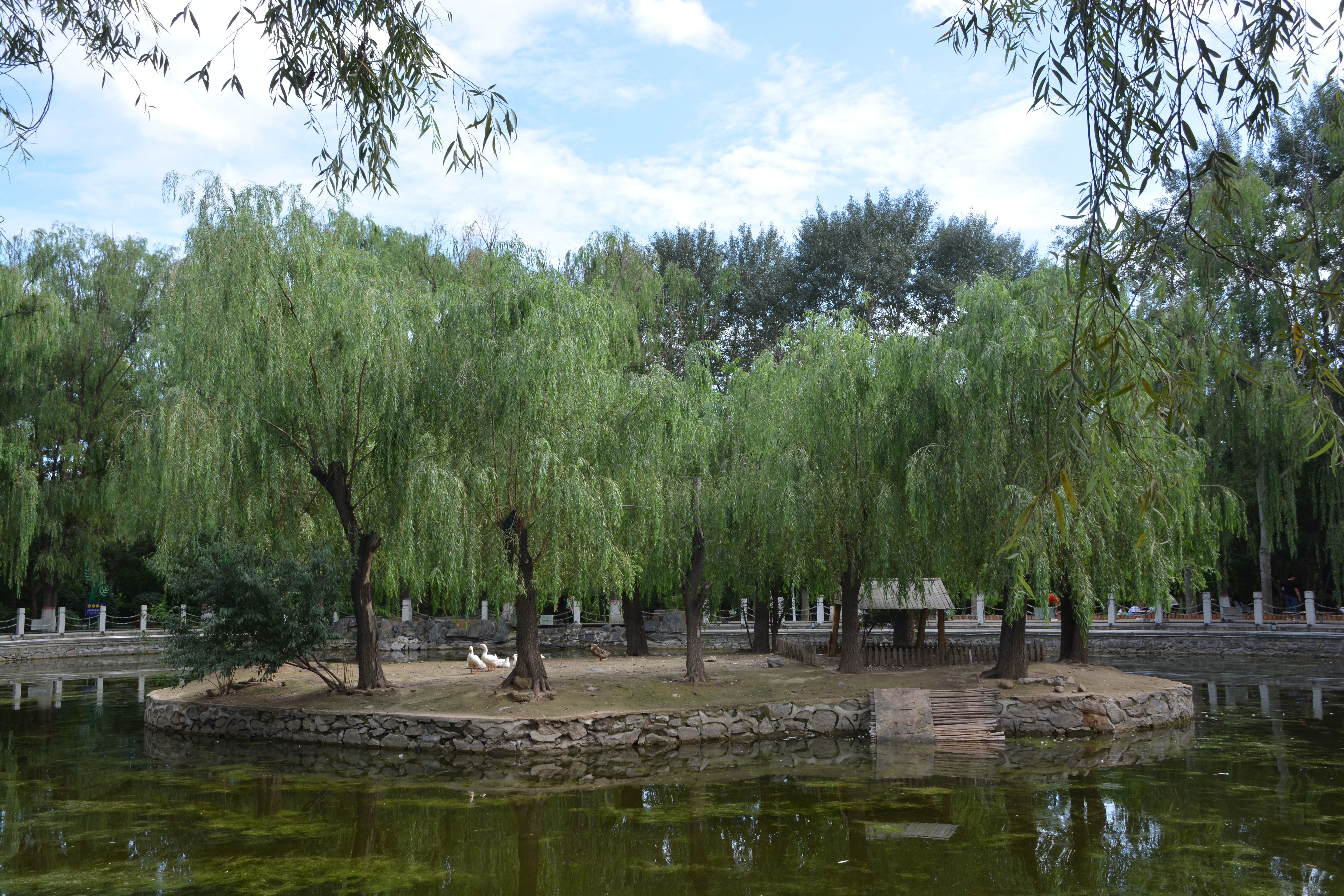
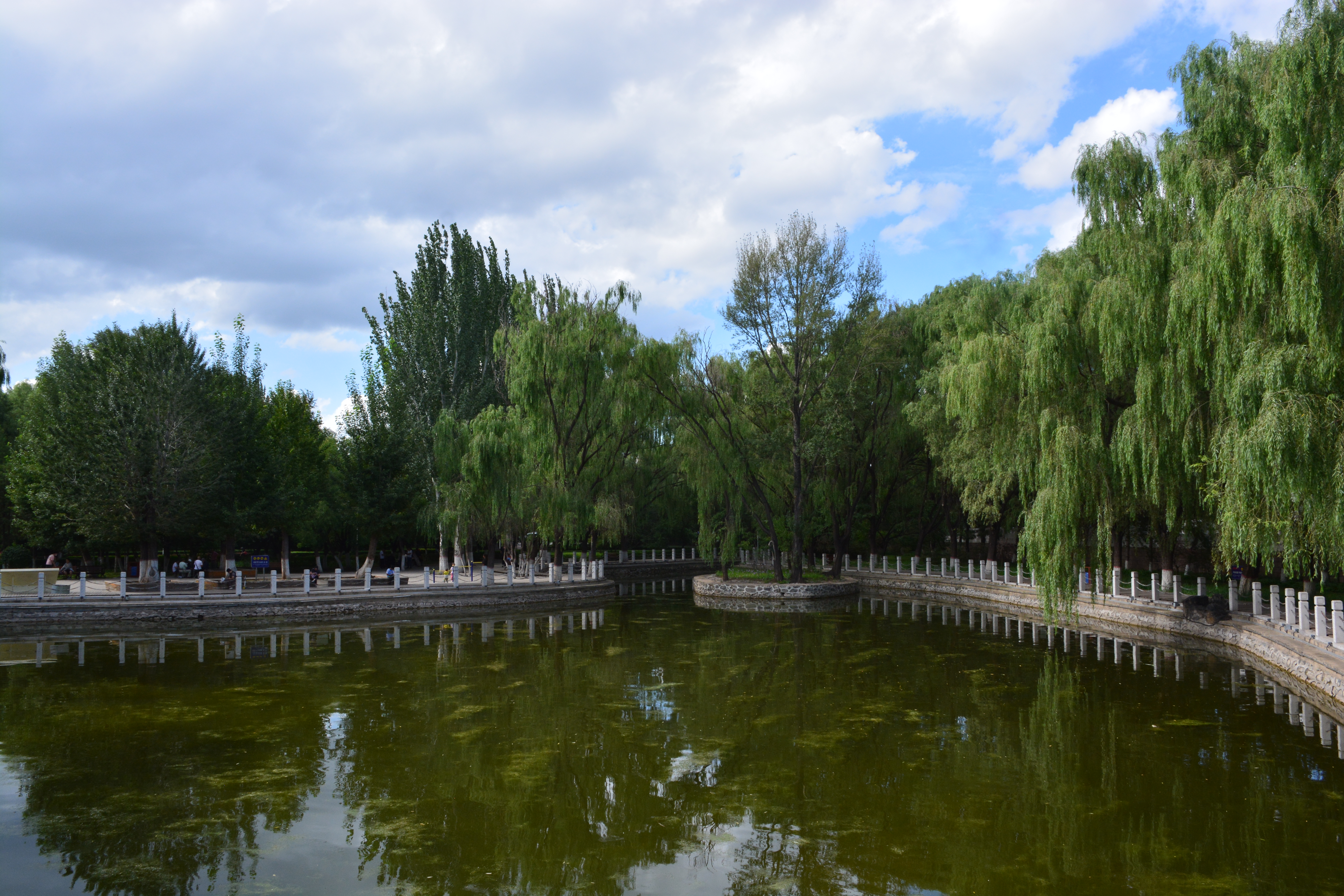
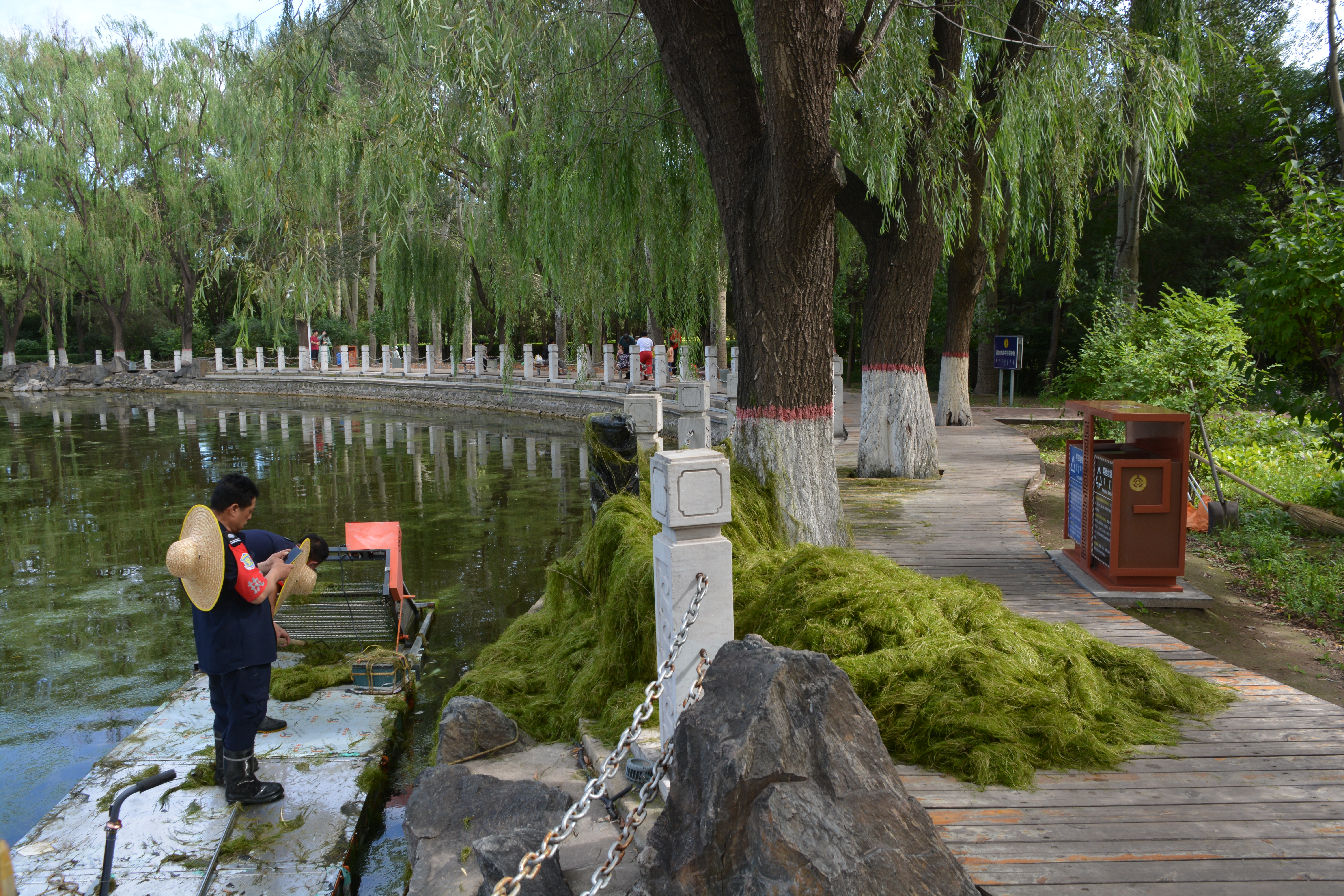
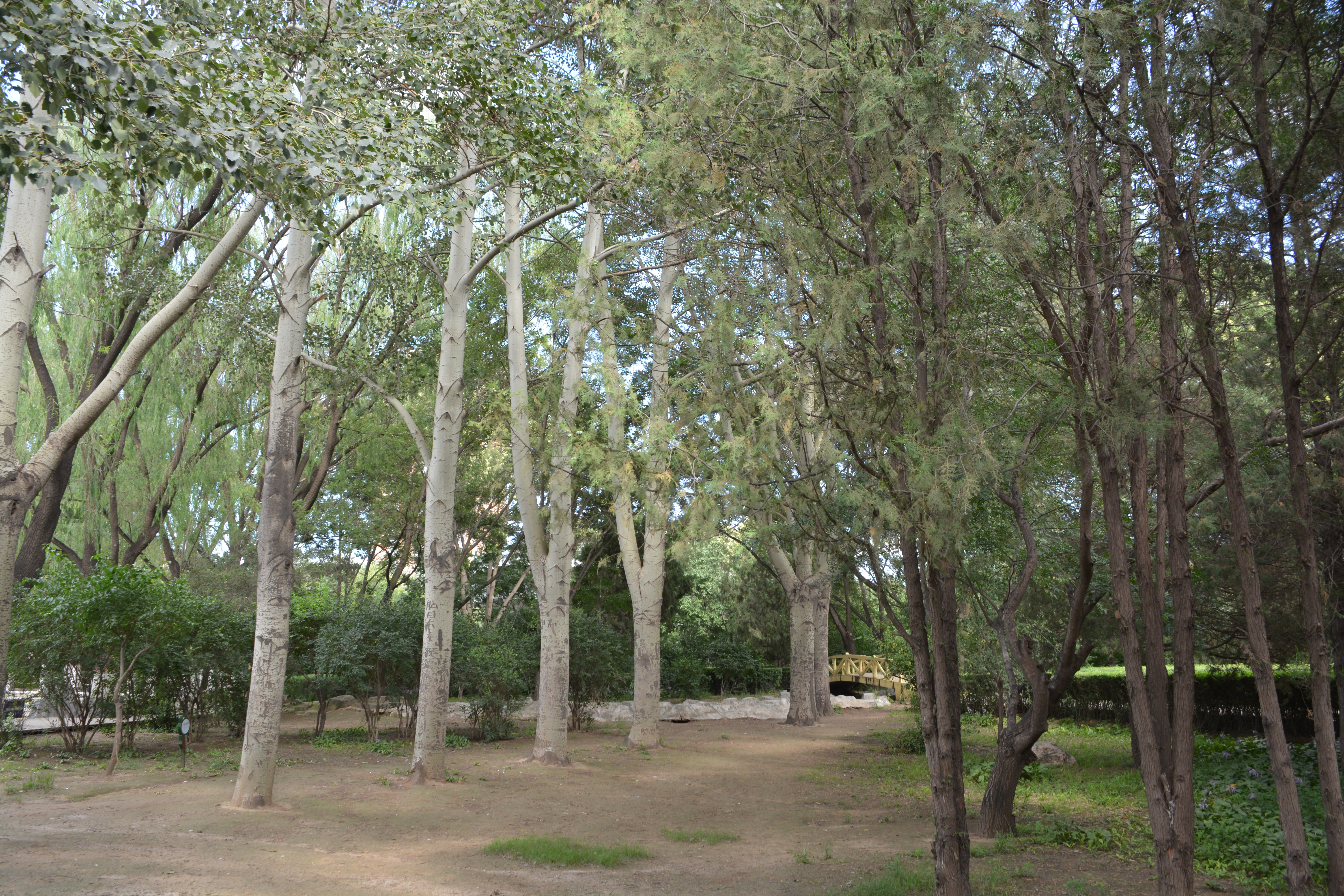
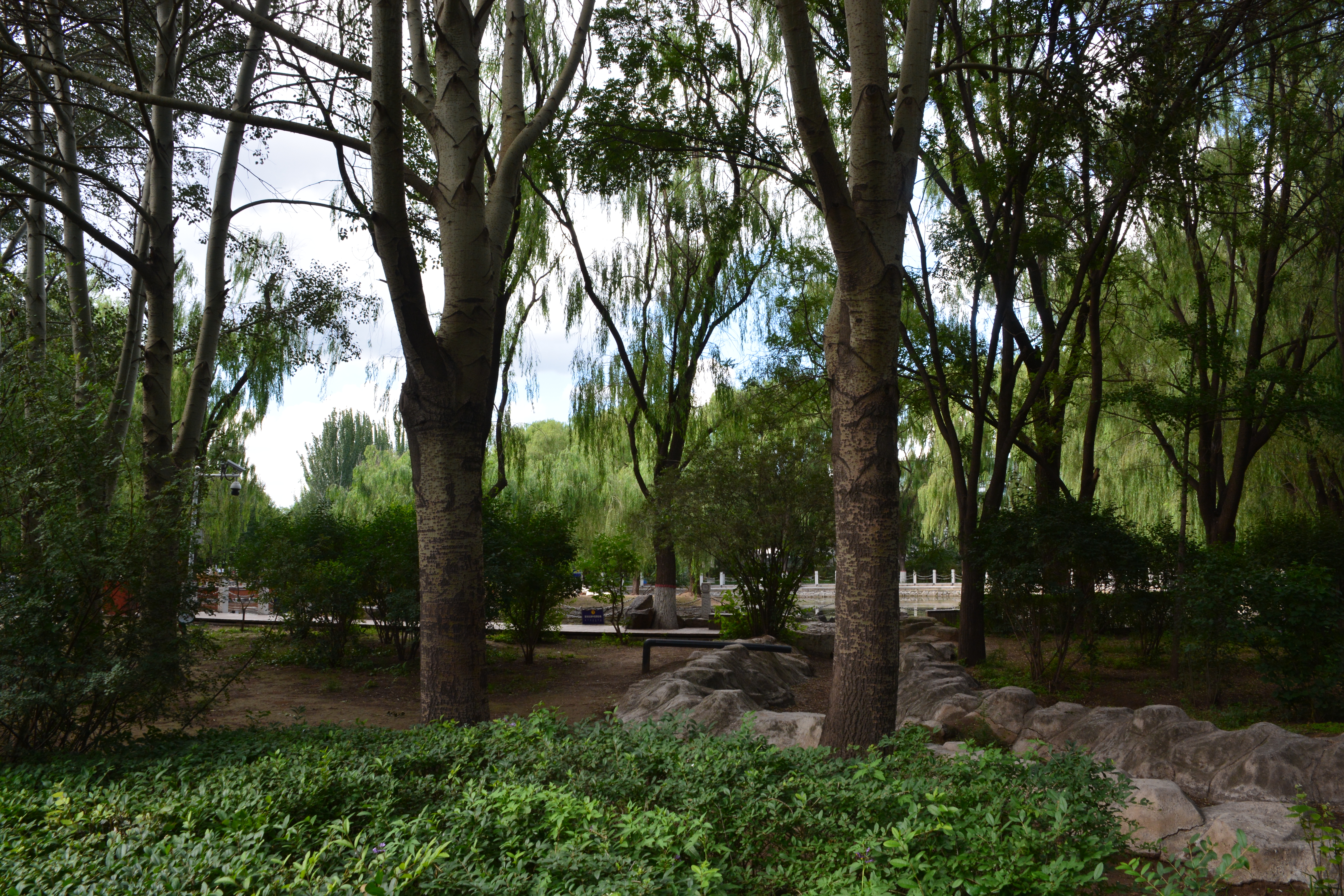